# Simulium xinbinense
Simulium xinbinense es una especie de insecto del género Simulium, familia Simuliidae, orden Diptera.

## Distribución
Se distribuye por China.

## Taxonomía
Fue descrita científicamente por Chen & Cao, 1983.